# LEGO スーパー・ヒーローズ:ジャスティス・リーグ〈クローンとの戦い〉
『LEGO スーパー・ヒーローズ：ジャスティス・リーグ〈クローンとの戦い〉』（原題：Lego DC Comics Super Heroes: Justice League vs. Bizarro League）は、2015年のアメリカ合衆国のコンピュータアニメーションによるスーパーヒーロー映画・冒険映画(オリジナルビデオ)である。レゴブロックと、DCコミックスによるアメリカン・コミック『ジャスティス・リーグ』を基にしている。

## キャスト
| 役名                                  | 原語版                   | 日本語吹き替え |
| ------------------------------------- | ------------------------ | -------------- |
| ブルース・ウェイン / バットマン       | トロイ・ベーカー         | 山寺宏一       |
| クラーク・ケント/スーパーマン         | ノーラン・ノース         | 花田光         |
| ダイアナ・プリンス / ワンダーウーマン | カリ・ウォールグレン     | 安達まり       |
| ガイ・ガードナー/グリーンランタン     | ディードリック・ベーダー | 相馬幸人       |
| ヴィクター・ストーン / サイボーグ     | カリー・ペイトン         | 丸山壮史       |